# Monastère du Groseau
Le monastère du Groseau est un monastère créé vers 684, près de Malaucène dans le département français de Vaucluse et la région Provence-Alpes-Côte d'Azur.

## Histoire

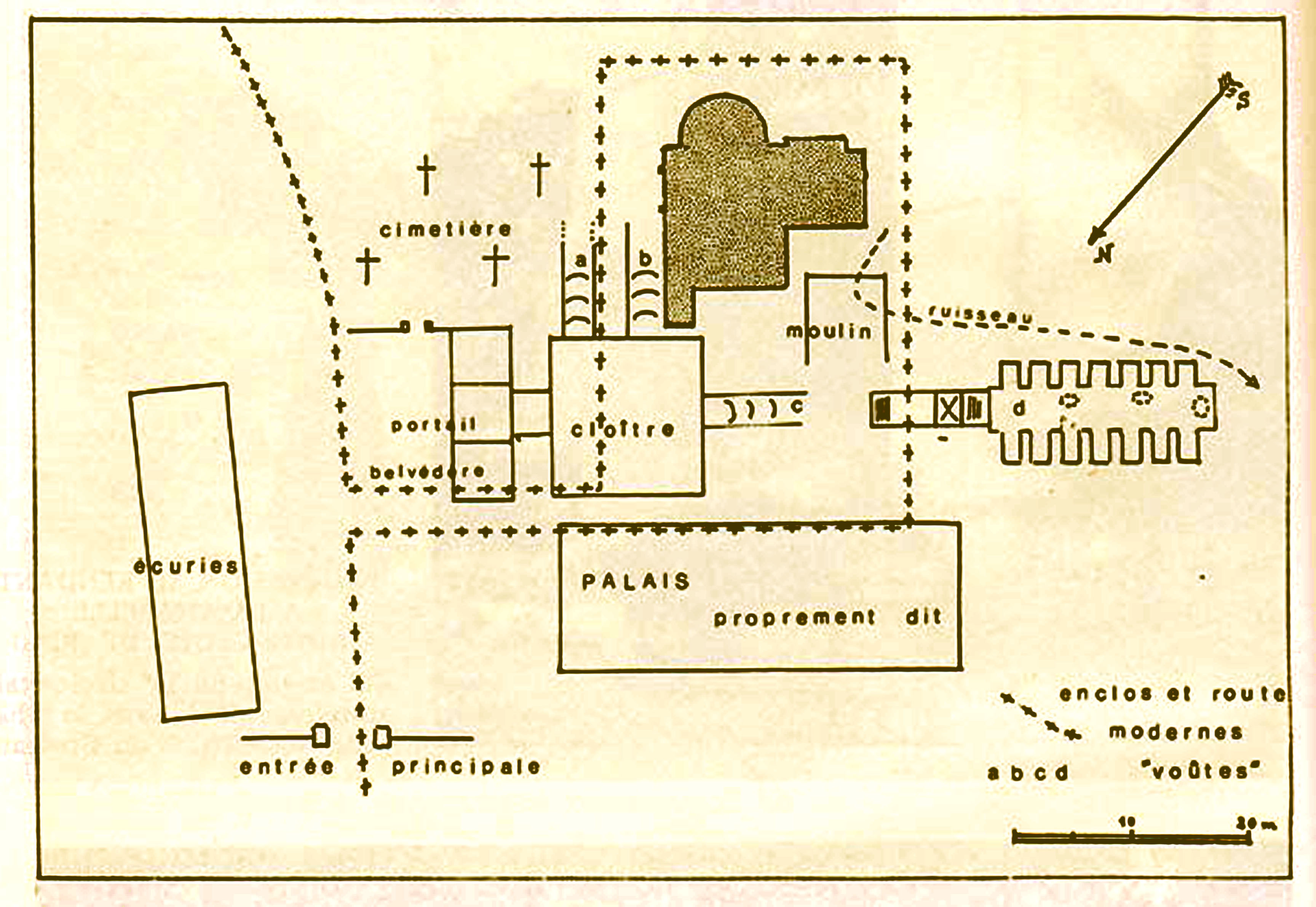
Monastère et palais du Groseau

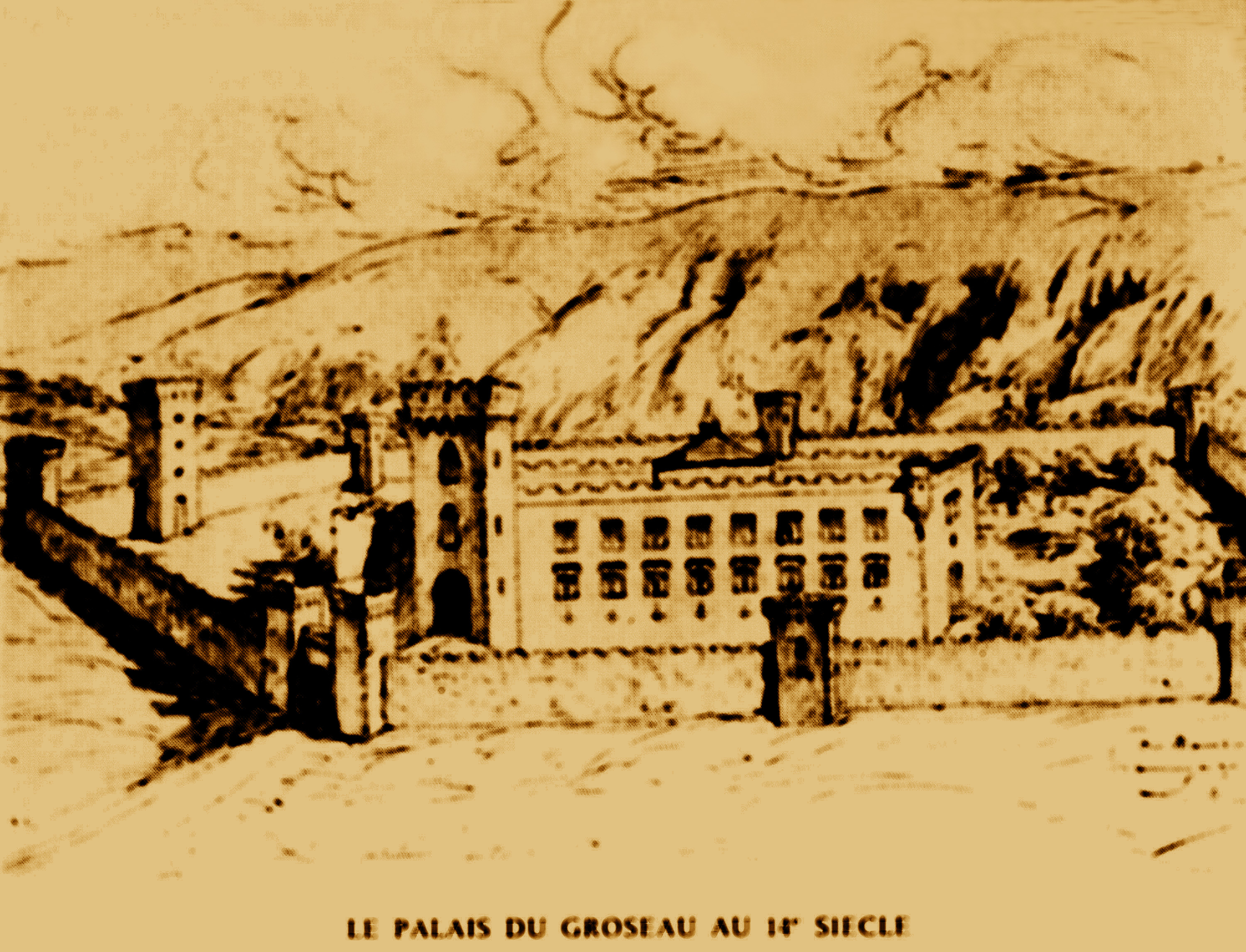
Palais du Groseau au XIVe siècle

Ce monastère mérovingien dédié à saint Victor et saint Pierre, situé près de Malaucène, est fondé par Arédius, évêque de Vaison le 1er février 683 ou 684 ou 685 par le privilège dit de Petronius, selon la règle mixte de l'abbaye de Lérins. En tête des signataires apparaît le métropolitain d’Arles, Wolbertus.
Lors des événements en Provence à la fin des années 730, au cours desquelles le duc Mauronte allié aux Sarrasins se soulève contre Charles Martel, la région est pillée et le monastère détruit, probablement en 739.
En 1059, le monastère est donné par Pierre de Mirabel évêque de Vaison, à l'ordre de Saint-Victor de Marseille. Le monastère est reconstruit au XIe siècle, et au XIVe, le pape Clément V y fait de nombreux séjours. De cette époque on peut encore aujourd'hui admirer deux chapelles vestiges du monastère palais du Groseau de Clément V : la chapelle Notre-Dame-du-Groseau.